# Mogneville
Mogneville – miejscowość i gmina we Francji, w regionie Hauts-de-France, w departamencie Oise.
Według danych na rok 1990 gminę zamieszkiwały 1203 osoby, a gęstość zaludnienia wynosiła 308 osób/km² (wśród 2293 gmin Pikardii Mogneville plasuje się na 240. miejscu pod względem liczby ludności, natomiast pod względem powierzchni na miejscu 976.).